# Charles Sevin de Quincy
Charles Sevin de Quincy (geb. 1660; gest. 1728 in Paris), der Marquis de Quincy, war ein französischer Artilleriegeneral und Militärschriftsteller.
Er zeichnete sich vor allem in Höchstädt im Jahr 1704 aus. Im Jahr 1707 befehligte er die Artillerie der Armee und wurde nach dem Frieden von Utrecht zum Gouverneur der Auvergne ernannt. Er heiratete Geneviève Pecquot de Saint-Maurice, die ihm eine Tochter gebar. Man verdankt ihm eine Histoire militaire du règne de Louis le Grand (Militärgeschichte der Regierungszeit Ludwigs des Großen) in 8 Bänden, 1726, die auch ins Deutsche übersetzt wurde.

## Schriften
- Histoire militaire du règne de Louis le Grand. 1726	
  - (dt. Übers.) Herrn Marquis de Quincy .. . ausführliche und in Fünff Theilen abgehandelte Kriegs-Kunst in sich enthaltend Nothwendige Unterweisungen und Grund-Regeln, vor einen jeden Kriegs-Mann, vom Gemeinen bis zum commandirenden General, So wohl Bey Belagerungen und Feld-Schlachten, als auch auf Marschen, und überhaupts bey allen Kriegerischen Verrichtungen, wohl zu gebrauchen; Nebst einer Beschreibung den Artillerie-Dienst, Minir-Wissenschaft, wie auch die Angriffe und Vertheidigung derer Vestungen betreffend; Und einen kurtzen Begriff vom See-Weesen, und dahin einschlagender Kunst-Wörter, aus dem Französischen übersetzt von Georg Christoph Jäger. Nürnberg, Johann Georg Lochner. 1745 Digitalisat I, II, III, IV, V
- L'art de la guerre, ou, maximes et instructions sur l'art militaire. La Haye, H. Scheurleer, 1728 Digitalisat